# Mirko Englich
Mirko Englich (Witten, 28 de agosto de 1978) é um lutador de wrestling amador alemão, especializado no estilo greco-romano.
Em 14 de agosto de 2008, Mirko Englich ganhou a medalha de prata nos Jogos Olímpicos de Verão de 2008 na modalidade até 96 kg masculino.
Mirko Englich vive com sua família em Witten.